# Photo Booth
Photo Booth (englisch für Fotoautomat) ist eine Software von Apple, die die Aufnahme von Fotos und Videos mit Hilfe einer (eingebauten oder externen) Kamera oder mit Webcams anderer Hersteller ermöglicht. Die einfache Hinzufügung verschiedener visueller Effekte gehört zum Programmumfang.

## Entwicklung
Apple stellte die Software am 12. Oktober 2005 zusammen mit dem iMac G5 für Mac OS X 10.4 „Tiger“ vor. Seitdem wurde Photo Booth als Bestandteil dieses Rechners, der über eine integrierte iSight-Webcam verfügt, kostenlos mitgeliefert.
Seit Leopard (Mac OS X Version 10.5) beherrscht Photo Booth nicht nur den Umgang mit Fotos, sondern auch die Aufnahme und Manipulation von Webcam-Videos. Das Programm gehört seither zur Apple-Standardausstattung, auch wenn nicht alle Computer eine eingebaute iSight-Kamera besitzen.
Die aufgenommenen Schnappschüsse können u. a. mit einem Klick per E-Mail versendet, in iPhoto verwendet oder als Icon in iChat bzw. Messages (Nachrichten) und im Adressbuch genutzt werden. Seit OS X Mountain Lion (Version 10.8) können sie auch per Facebook, Twitter oder Flickr geteilt werden. Um während der Aufnahme für entsprechende Lichtverhältnisse zu sorgen, kann der Bildschirm als Blitzlichtersatz für die Aufnahme auf reines Weiß geschaltet werden.
Ab der Version 4.3 des iOS ist das Nutzen von Photo Booth auch auf dem iPad möglich. Die App läuft auf dem iPad 2 und neuer.

## Effekte

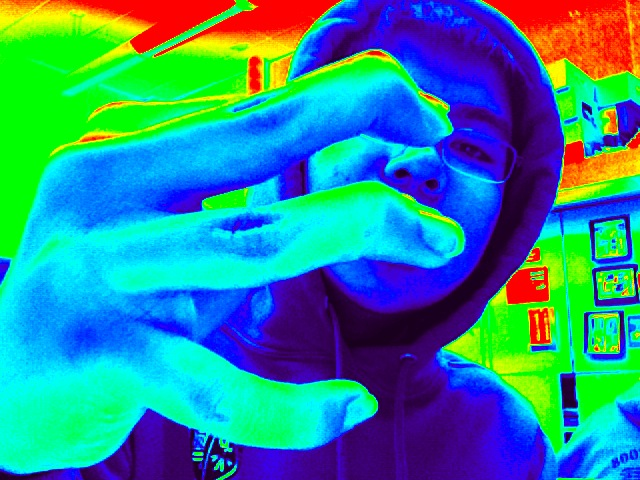
Wärmebildkameraeffekt von Photo Booth

Neben der unveränderten Normalansicht gibt es bei Photo Booth folgende Effekte:
- Filtereffekte: Sepia, Schwarzweiß, Glühen, Comic-Heft, Buntstift, Wärmebildkamera, Röntgen, Pop Art
- Manipulationseffekte: Wölbung, Beule, Wirbeln, Quetschen, Spiegel, Lichttunnel, Fischauge, Strecken
- Bluescreen-Hintergründe:
  - Fotos: Wolken, Farbpunkte, Erdaufgang
  - Videos: Eiffelturm, Aquarium, Achterbahn, Sonnenuntergang, Yosemite

Außerdem kann der Benutzer eigene Hintergrundbilder verwenden, in die das Webcam-Benutzerportrait integriert wird.